# Estatua ecuestre de John Brown Gordon
La estatua ecuestre de John Brown Gordon es un monumento en los terrenos del Capitolio de Georgia en la ciudad de Atlanta, en el estado de Georgia (Estados Unidos). El monumento, una estatua ecuestre, honra a John Brown Gordon, un general del Ejército de los Estados Confederados durante la Guerra de Secesión que luego se convirtió en político en la era posterior a la Reconstrucción de Georgia. Diseñado por Solon Borglum, la estatua fue dedicada en 1907 con gran fanfarria. La estatua se ha convertido recientemente en una figura de controversia por las opiniones racistas de Gordon y sus asociaciones con la Confederación, y algunos piden su eliminación.

## Historia

### Antecedentes y creación
John Brown Gordon fue un destacado general confederado durante la Guerra de Secesión que cumplió varios mandatos como senador de Georgia y como gobernador de Georgia en la era posterior a la Reconstrucción. También fue generalmente reconocido como el líder del Ku Klux Klan en Georgia y apoyó tanto la institución de la esclavitud como la Causa Perdida de la Confederación. Tras su muerte el 9 de enero de 1904, varios líderes cívicos de Atlanta comenzaron a planificar un monumento en su honor. El 19 de enero de 1904 (Día de Robert E. Lee), se llevó a cabo una reunión en el Capitolio del Estado de Georgia de grupos que incluían a las United Daughters of the Confederacy y los Veteranos Confederados Unidos, donde Clement A. Evans propuso crear una estatua en honor a Gordon. La Asociación del Monumento a John B. Gordon se formó con este propósito, dirigida por William Lowndes Calhoun como su presidente. Si bien la asociación tuvo éxito en la recaudación de fondos, se tuvo que asegurar un total de 25 000 dólares del gobierno estatal para completar el proyecto. Solon Borglum (cuyo hermano Gutzon Borglum fue el primer escultor en trabajar en el Monumento Confederado de Stone Mountain) recibió el encargo de diseñar una estatua ecuestre de Gordon, que descansaría sobre un pedestal diseñado por Alexander Campbell Bruce y suministrado por las obras de mármol de McNeel.
La estatua, la única estatua ecuestre de Atlanta, fue dedicada en los terrenos del Capitolio del Estado de Georgia el 25 de mayo de 1907. Evans fue el orador principal de la inauguración, mientras que dos hijas de Gordon hicieron la inauguración. Durante la dedicación, el gobernador Joseph M. Terrell y otro orador pidieron la construcción de monumentos adicionales en los terrenos del Capitolio para Robert E. Lee, James Longstreet y el "soldado común", pero problemas presupuestarios impidieron que estos planes llegaran a buen término. La inauguración de la estatua atrajo a muchos espectadores, y los relatos contemporáneos mencionan un coro cantando "Dixie " con fuertes vítores durante la ceremonia. El evento tuvo lugar menos de un año después de la Masacre de Atlanta de 1906. En abril de 1908, se exhibió un modelo de yeso de la estatua en una exposición de arte organizada por la Sociedad Nacional de Escultura en Baltimore.

### Polémica y solicitud de remoción

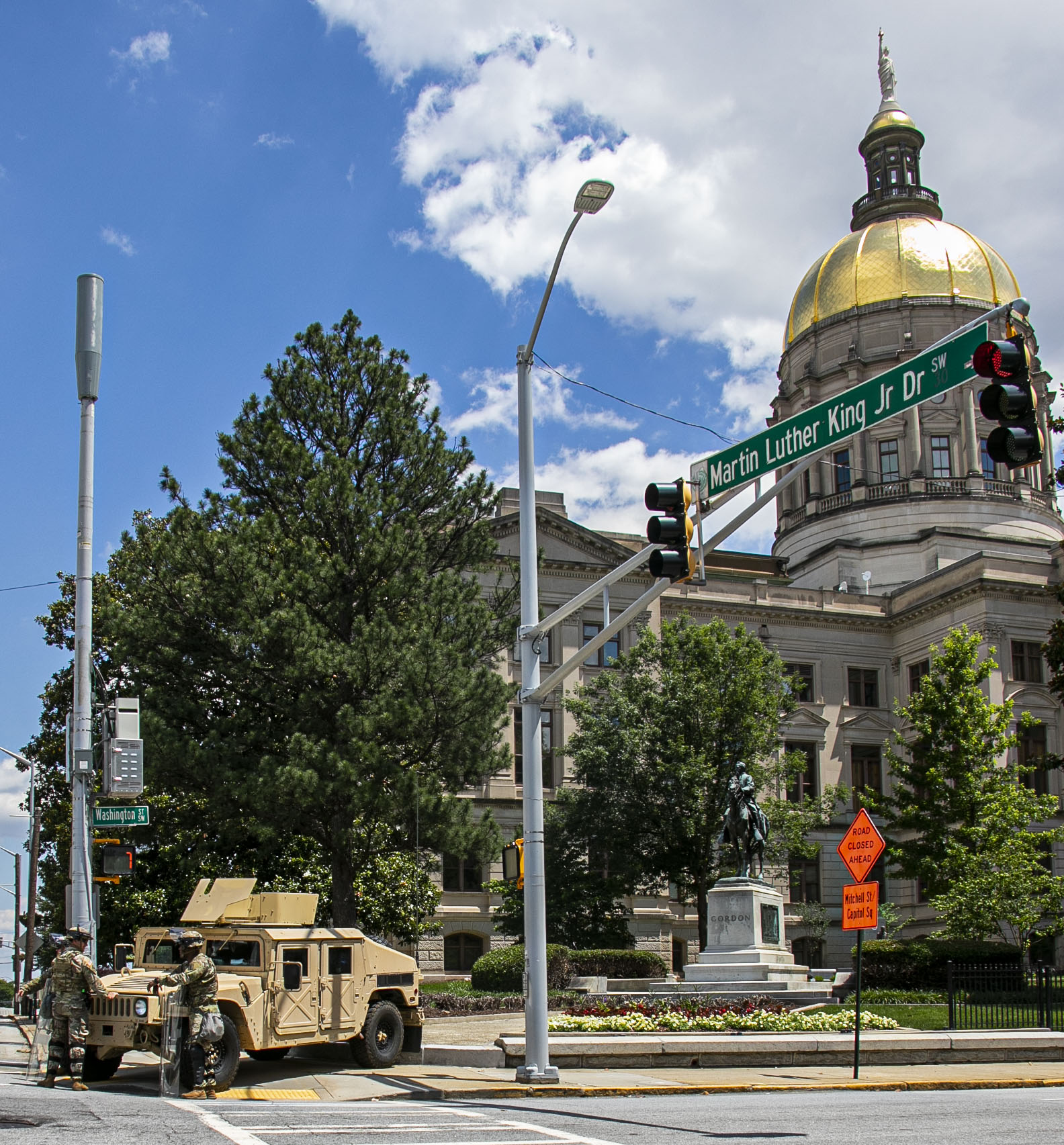
Guardia Nacional de Georgia cerca de la estatua el 31 de mayo de 2020

Recientemente, la estatua ha sido objeto de críticas debido a la postura de Gordon sobre la raza. Tras la masacre en la iglesia de Charleston en 2015, un senador estatal propuso una ley que prohibía el reconocimiento oficial de los símbolos confederados, incluidos iconos como la estatua de Gordon. Casi al mismo tiempo, el historiador estadounidense Kenneth W. Noe, hablando con The Atlanta Journal-Constitution, habló directamente sobre la estatua de Gordon y otras en los terrenos del Capitolio como símbolos de la Causa Perdida de la Confederación. En 2019, el gobierno de Georgia aprobó una ley que prohíbe la eliminación de monumentos y memoriales confederados.
En 2020, durante las protestas por la muerte de George Floyd en Atlanta, muchos manifestantes pidieron la remoción de la estatua, lo que generó un hashtag de tendencia en Twitter, #TEARDOWNGORDON. El 8 de junio, Bob Trammell, el líder de la minoría en la Cámara de Representantes de Georgia, envió una carta al gobernador de Georgia, Brian Kemp, pidiéndole que retire la estatua de Gordon, diciendo que "el nexo de la estatua con el odio en nuestro estado es abrumador" y " su presencia es a la vez divisiva y ofensiva". Las protestas con respecto a la estatua y otras provocaron que se erigiera una barricada alrededor de los terrenos del Capitolio. El 11 de junio, un manifestante fue arrestado tras escribir "derribar" con tiza en el monumento. Después de estos eventos, 44 descendientes de Gordon enviaron una carta abierta al gobernador Kemp pidiendo la remoción de la estatua de los terrenos del Capitolio, con el argumento de que "el propósito principal de la estatua era celebrar y mitificar a los supremacistas blancos de la Confederación".

## Diseño
El monumento consiste en una estatua ecuestre de bronce de Gordon que descansa sobre un pedestal de granito con su apellido inscrito en el frente. El caballo sigue el modelo de Marye, el caballo de guerra de Gordon durante la Guerra de Secesión. Gordon está vestido con su uniforme confederado, pero se lo representa como un anciano. Adjuntas a ambos lados del pedestal hay placas que representan a Gordon. Una muestra a Gordon a caballo durante la batalla de Spotsylvania, mientras que la otra placa es un retrato de pie de Gordon con las palabras "GOBERNADOR PATRIOT SENADOR" debajo de él. Una placa colocada en la parte trasera del pedestal está inscrita con la historia de la vida de Gordon, desde su nacimiento a través de su carrera militar y política hasta su muerte en 1904.

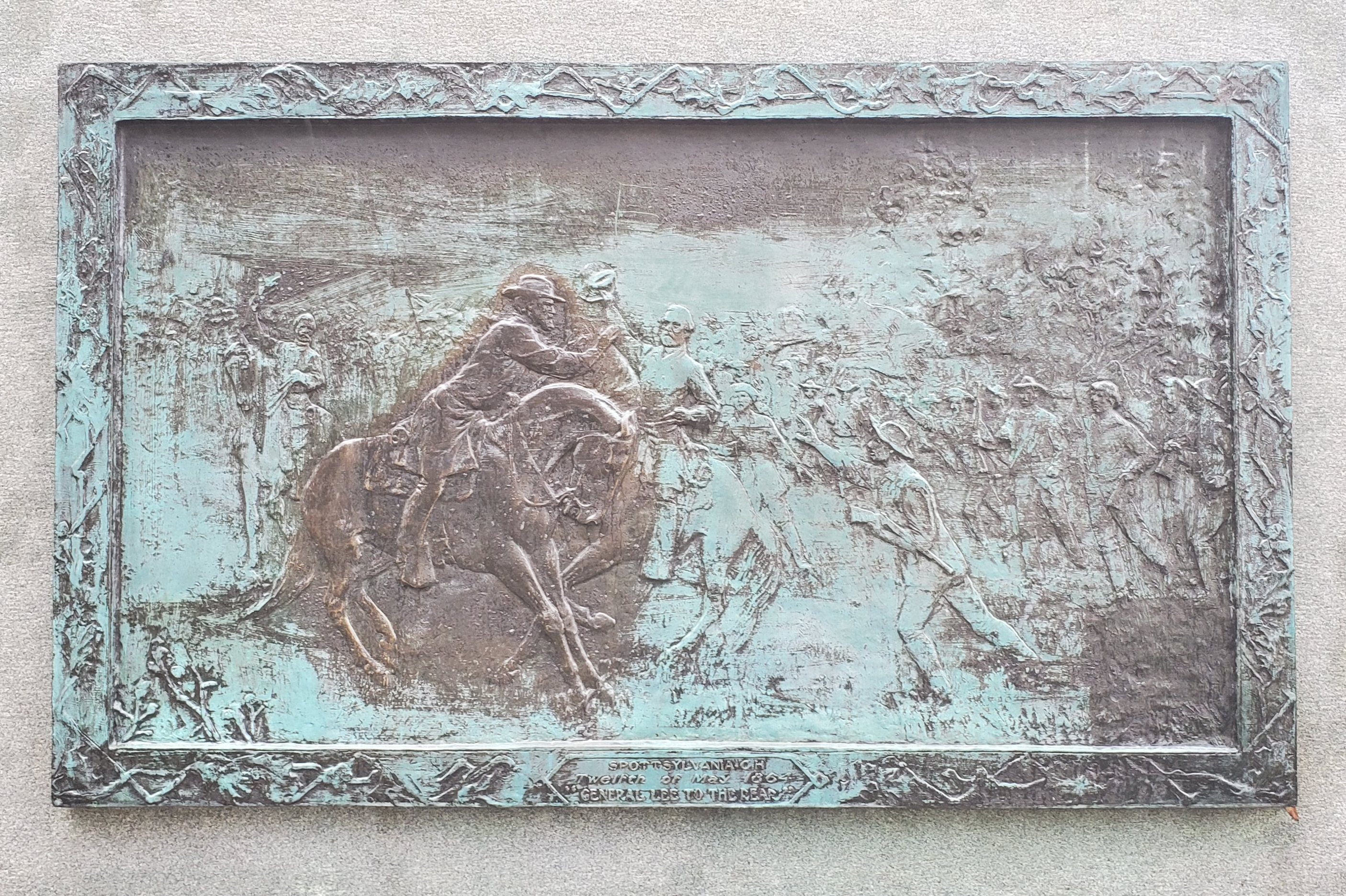
Bajorrelieve que representa la batalla de Spotsylvania
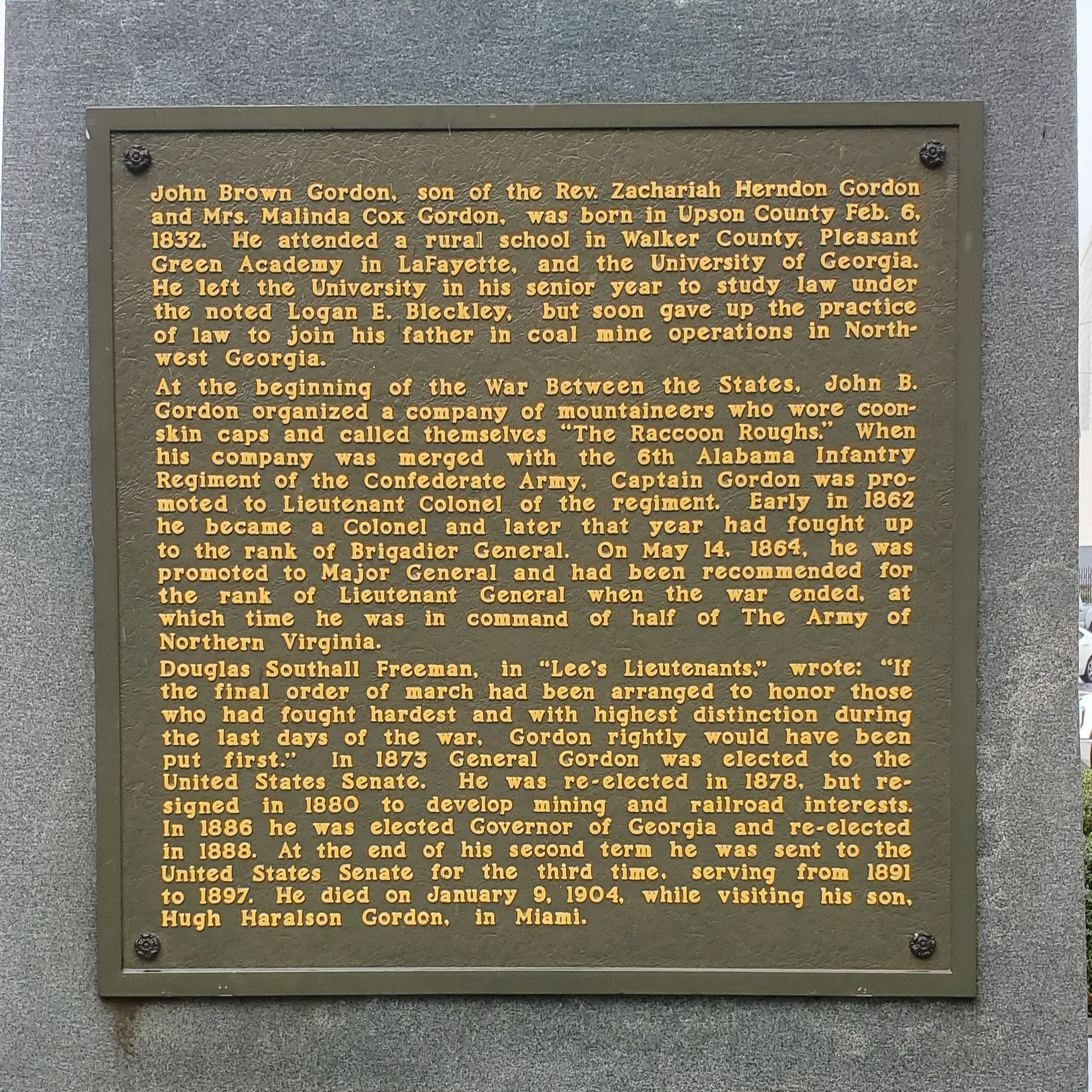
Placa informativa
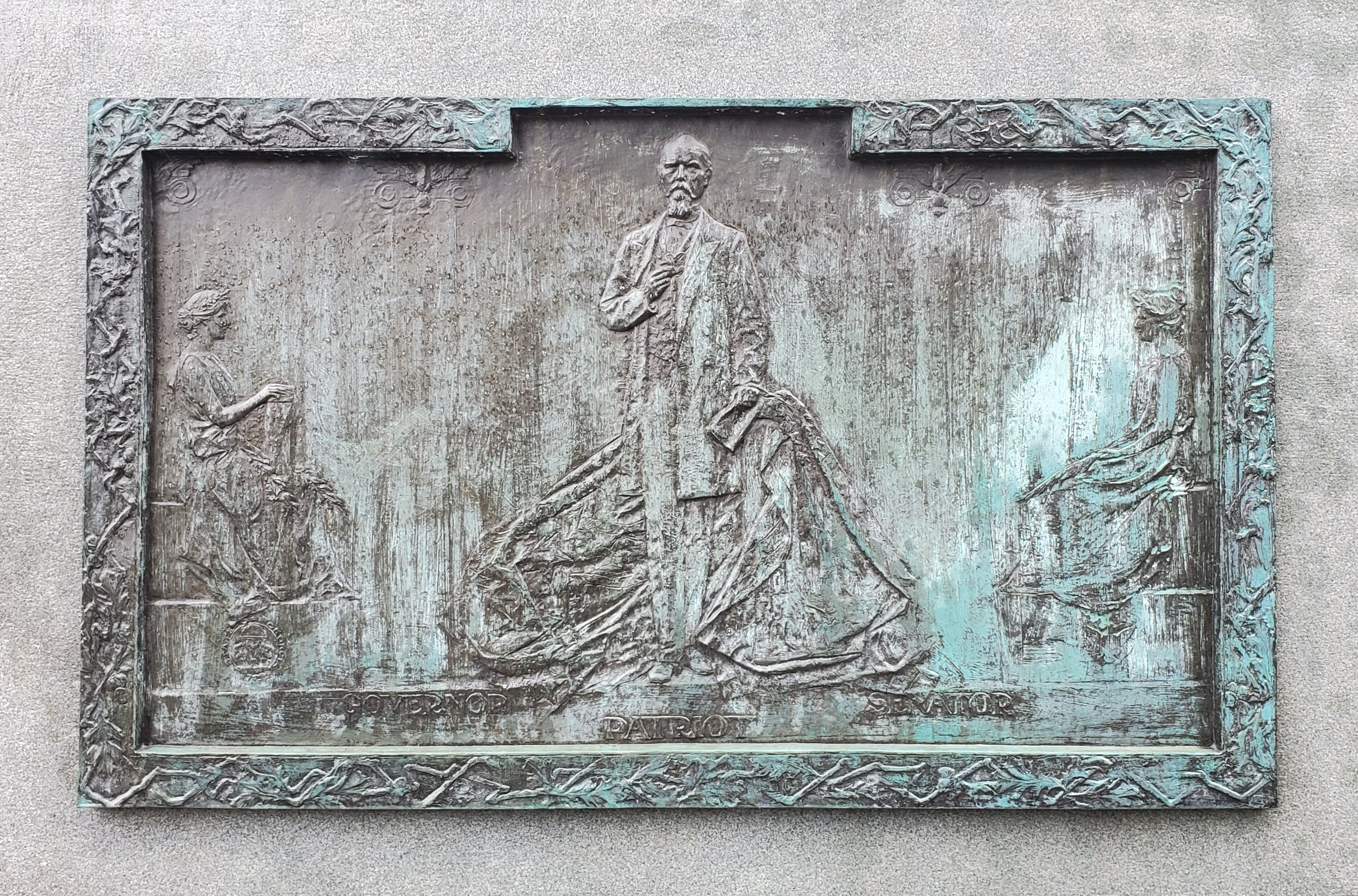
Bajorrelieve que muestra el retrato de Gordon

La base del monumento mide aproximadamente 2,4 m de largo, 1,2 m de ancho y 3,7 m de altura, mientras que la estatua mide aproximadamente 3 m de largo, 0,9 m de ancho y 3,4 m alto.